# 59è Festival Internacional de Cinema de Berlín
El 59è Festival Internacional de Cinema de Berlín (Berlinale 2009), dirigit per Dieter Kosslick, es va celebrar a la ciutat de Berlín del 5 al 15 de febrer de 2009. La crisi financera va ser l'eix de molts dels films presentats, entre altres temes com el 20è aniversari de la caiguda del mur de Berlín, o altres conflictes polítics, socials o econòmics del moment.

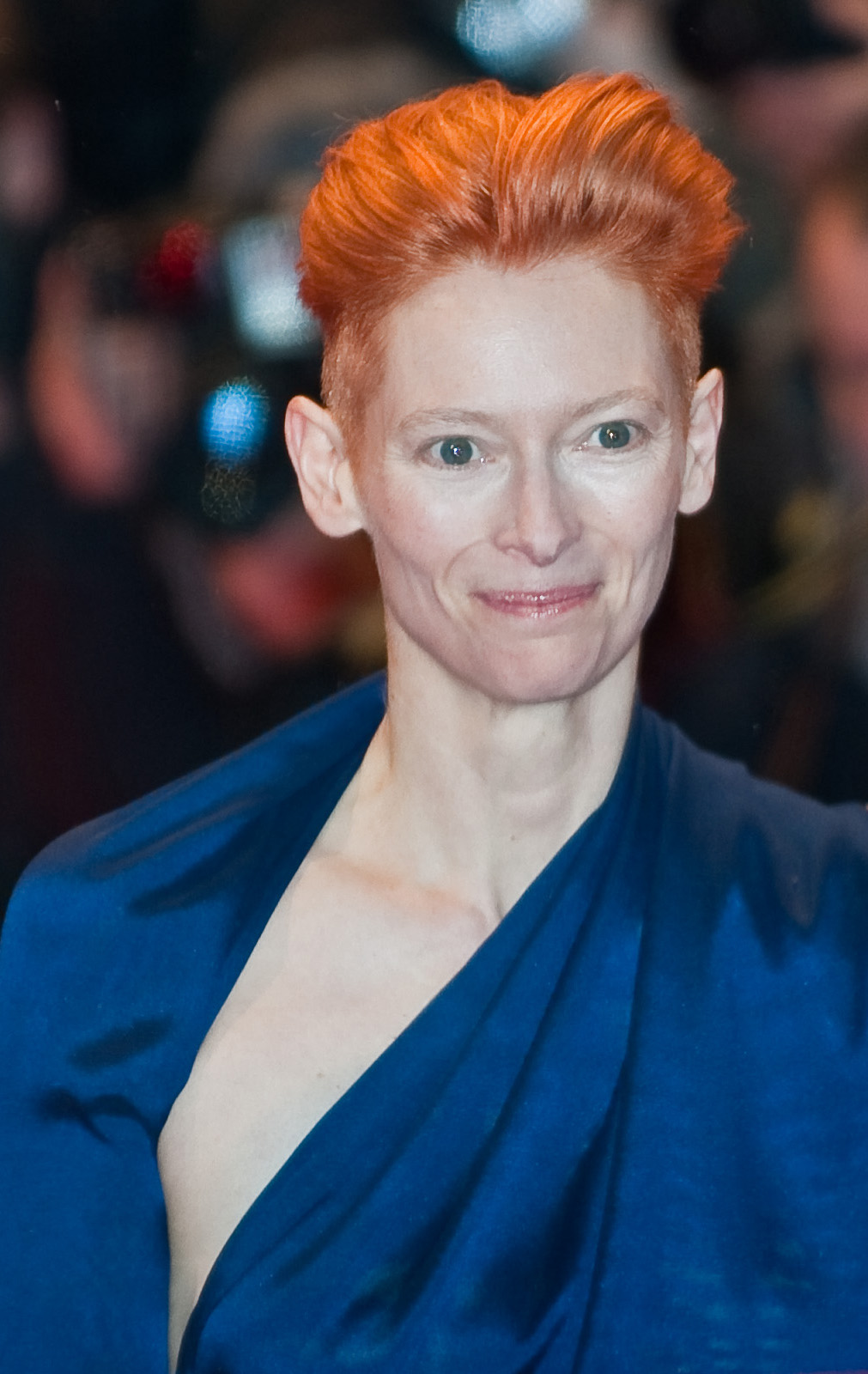
Tilda Swinton, president del jurat

Es van projector en total 383 pel·lícules en 1.238 presentacions. L'interès del públic va assolir un nou rècord amb uns 20.000 visitants acreditats de tretze països i unes vendes d'aproximadament 270.000 tiquets.

## Participants
En total hi van competir 26 films.
| Títol                            | Director              | País                               | Actors/actrius (detall)                                                                           |
| -------------------------------- | --------------------- | ---------------------------------- | ------------------------------------------------------------------------------------------------- |
| Alle Anderen                     | Maren Ade             | Alemanya                           | Birgit Minichmayr, Lars Eidinger, Hans-Jochen Wagner                                              |
| Chéri                            | Stephen Frears        | Regne Unit                         | Michelle Pfeiffer, Kathy Bates, Rupert Friend                                                     |
| Darbareye Elly                   | Asghar Farhadi        | Iran                               | Golshifteh Farahani, Taraneh Alidoosti, Marila Zare'i, Rana Azadvar, Shahab Hosseini, Saber Abbar |
| Gigante                          | Adrián Biniez         | Uruguai, Alemanya, Argentina       | Horacio Camandulle, Leonor Svarcas, Carlos Lissardy, Esteban Lago                                 |
| Happy Tears                      | Mitchell Lichtenstein | Estats Units d'Amèrica             | Demi Moore, Parker Posey, Rip Torn, Ellen Barkin                                                  |
| In the Electric Mist             | Bertrand Tavernier    | França, Estats Units d'Amèrica     | Tommy Lee Jones, John Goodman, Peter Sarsgaard                                                    |
| Katalin Varga                    | Peter Strickland      | Romania, Regne Unit, Hongria       | Hilda Péter, Norbert Tankó, Tibor Pálfy, Sebastian Marina                                         |
| Little Soldier                   | Annette K. Olesen     | Dinamarca                          | Trine Dyrholm                                                                                     |
| London River                     | Rachid Bouchareb      | Algèria, França, Regne Unit        | Brenda Blethyn, Sotigui Kouyaté                                                                   |
| Mammoth                          | Lukas Moodysson       | Suècia, Alemanya, Dinamarca        | Gael Garcia Bernal, Michelle Williams, Sophie Nyweide                                             |
| Mei Lanfang (Forever Enthralled) | Chen Kaige            | Xina                               | Leon Lai, Zhang Ziyi                                                                              |
| The Messenger                    | Oren Moverman         | Estats Units d'Amèrica             | Ben Foster, Woody Harrelson, Samantha Morton                                                      |
| My One and Only                  | Richard Loncraine     | Estats Units d'Amèrica             | Renée Zellweger, Kevin Bacon, Logan Lerman                                                        |
| Rage                             | Sally Potter          | Regne Unit, Estats Units d'Amèrica | Judi Dench, Jude Law, Dianne Wiest, Steve Buscemi                                                 |
| Ricky                            | François Ozon         | França, Itàlia                     | Alexandra Lamy, Sergi Lopez                                                                       |
| Sturm                            | Hans-Christian Schmid | Alemanya, Dinamarca                | Kerry Fox, Anamaria Marinca, Stephen Dillane                                                      |
| Tatarak                          | Andrzej Wajda         | Polònia                            | Krystyna Janda, Jan Englert                                                                       |
| La teta asustada                 | Claudia Llosa         | Espanya, Perú                      | Magaly Solier Romero, Susi Sánchez, Efraín Solís, Marino Ballón                                   |

## El jurat
El jurat va ser presidit per l'actriu anglesa Tilda Swinton, els altres membres eren Isabel Coixet (Espanya), Gaston Kaboré (Burkina Faso), Henning Mankell (Suècia), Christoph Schlingensief (Alemanya), Wayne Wang (Estats Units d'Amèrica) i Alice Waters (Estats Units d'Amèrica).

## Guanyadors

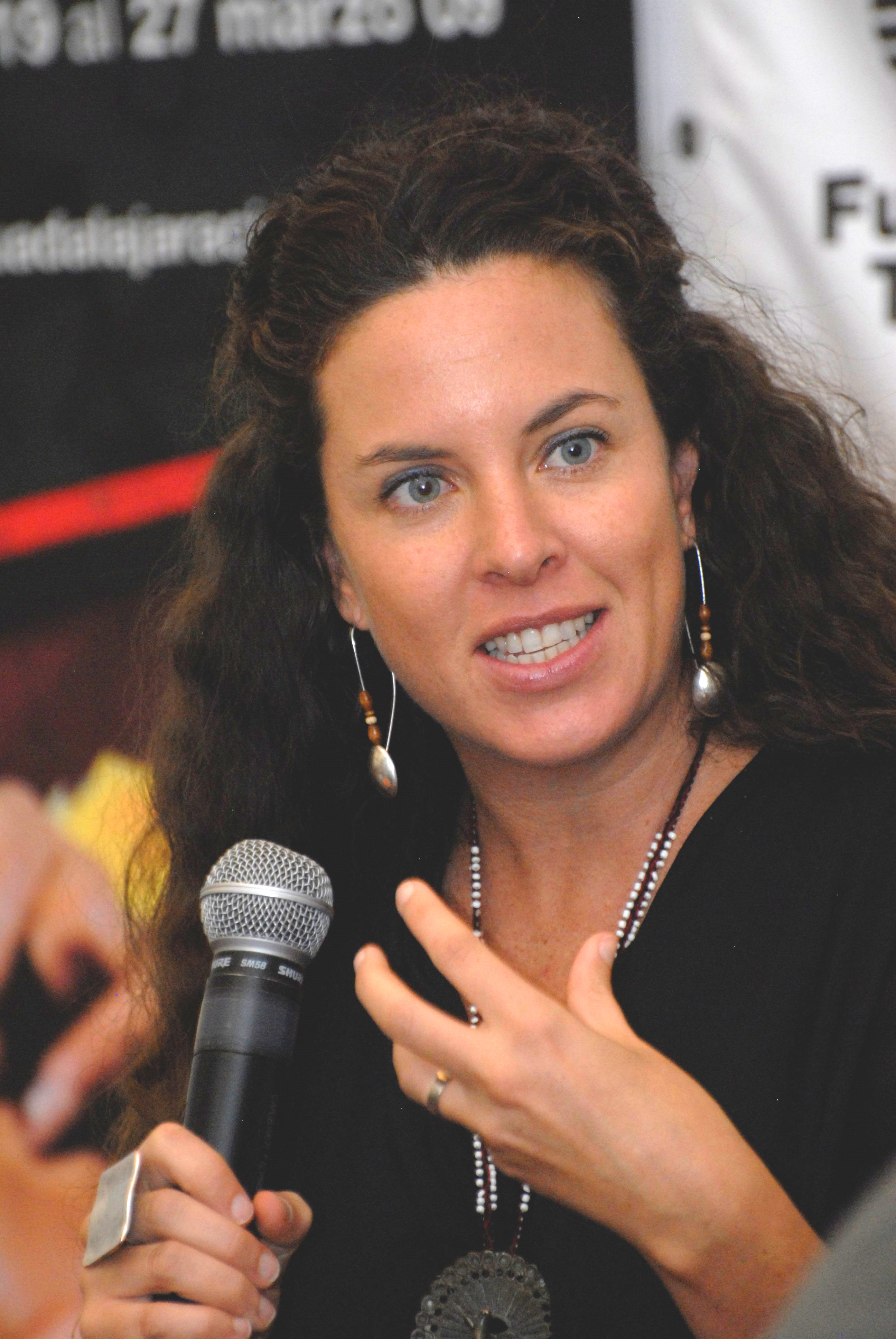
Claudia Llosa, guanyadora de l'Os d'Or al festival

### Internacional
- L'Os d'Or per a: La teta asustada
- L'Os de Plata per a: Alle Anderen ex aequo
- L'Os de Plata per a: Gigante ex aequo
- L'Os de Plata a la millor direcció: Darbareye Elly
- L'Os de Plata a la millor actriu: Birgit Minichmayr (Alle Anderen)
- L'Os de Plata al millor actor: Sotigui Kouyate (London River)
- L'Os de Plata per una contribució artística destacada (Disseny de so):György Kovács, Gábor Erdély, Tamás Székely (Katalin Varga)
- L'Os de Plata al millor guió: Oren Moverman, Alessandro Camon (The Messenger)
- Premi Alfred-Bauer: Gigante, ex aequo
- Premi Alfred-Bauer: Tatarak, ex aequo

### Debutant
- Premi a la millor pel·lícula debutant: Gigante
- Menció especial: Flickan

### Curtmetratge
- L'Os d'Or (curtmetratge) per a: Please Say Something
- L'Os de Plata (curtmetratge) per a: Jade
- Premi DAAD: The Illusion
- Berlinale curtmetratge nominat per als Premis de cinema europeus: Die Leiden des Herrn Karpf. Der Geburtstag
- Menció honorífica: Contre-jour
- Menció honorífica: VU

### Premis honorífics del festival
- L'Os d'Or honorífic: Maurice Jarre
- Càmera Berlinale: Claude Chabrol
- Càmera Berlinale: Günter Rohrbach
- Càmera Berlinale: Manoel de Oliveira

### Generació Kplus
- L'Os de cristall per a: C'est pas moi, je le jure!
- Menció especial per a: Max Pinlig
- L'Os de cristall (curtmetratge) per a: Ulybka Buddy
- Menció especial (curtmetratge) per a: Oh, My God!

### Generació 14plus
- L'Os de cristall per a: My Suicide
- Menció especial per a: Mary and Max
- L'Os de cristall (curtmetratge) per a: Aphrodite's Farm
- Menció especial (curtmetratge) per a: Slavar